# Liste des cathédrales du Vietnam

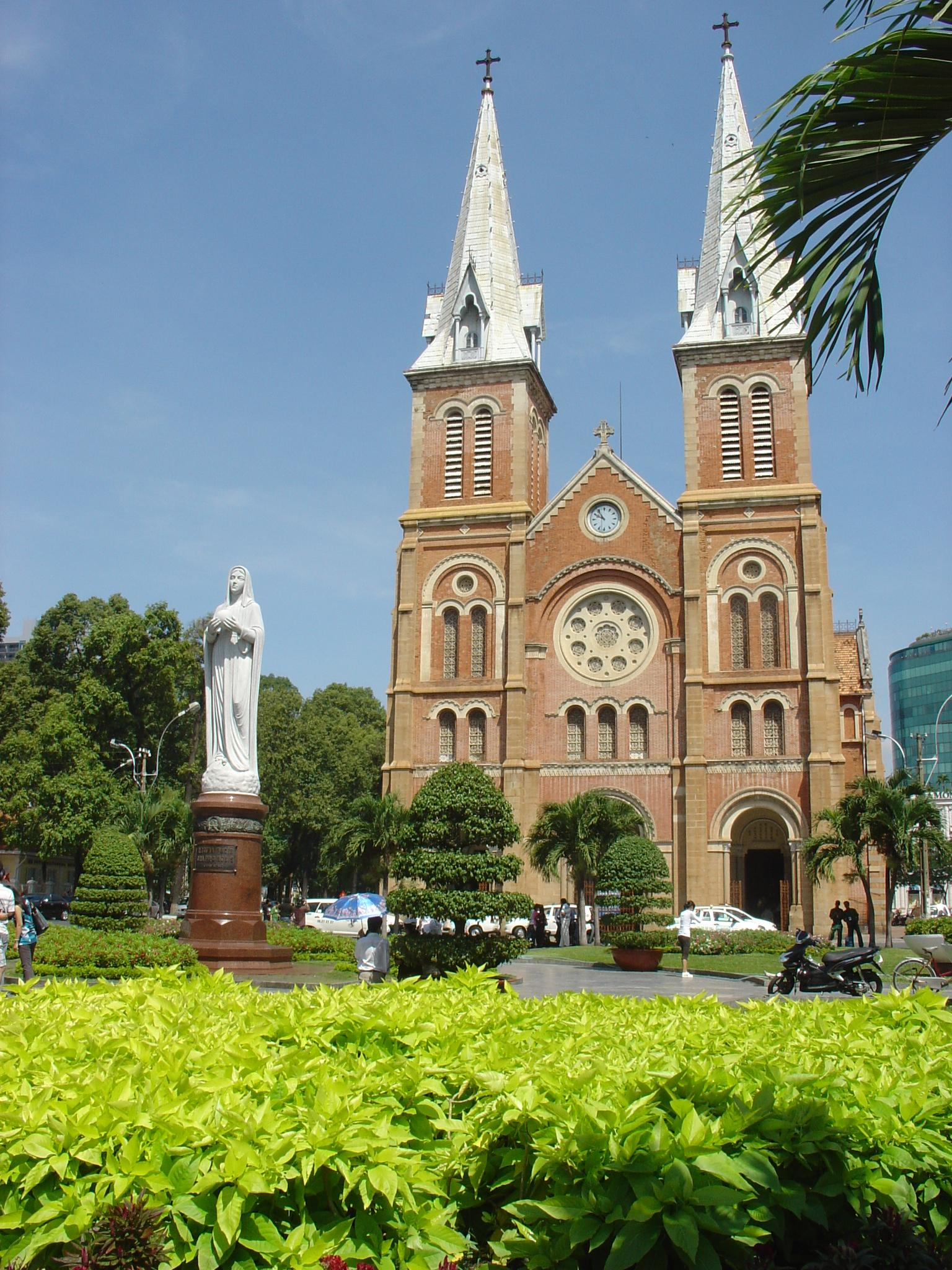
Cathédrale Notre-Dame de Saïgon.

Cet article recense les cathédrales du Vietnam.

## Liste
- cathédrale du Sacré-Cœur à Buôn Ma Thuột
- cathédrale du Sacré-Cœur à Can Tho
- cathédrale Saint-Nicolas à Dalat
- cathédrale du Sacré-Cœur à Da Nang
- cathédrale du Rosaire à Haïphong
- cathédrale Saint-Joseph à Hanoï
- cathédrale Notre-Dame de Saïgon à Hô Chi Minh-Ville
- cathédrale du Cœur Immaculé de Marie à Hué
- cathédrale Sainte-Thérèse-de-l'Enfant-Jésus à Trung (Sontay, diocèse de Hung Hoa)
- cathédrale de l'Immaculée-Conception à Kontum
- cathédrale Saint-Joseph à Lang Son
- cathédrale du Christ-Roi à Xuan Loc
- cathédrale de Marie-Reine-de-la-Paix à Long Xuyên
- cathédrale de l'Immaculée-Conception à Mỹ Tho
- cathédrale du Christ-Roi à Nha Trang
- cathédrale du Sacré-Cœur de Phan Thiêt
- cathédrale Notre-Dame-Reine-du-Rosaire à Phat Diem
- cathédrale de l'Assomption à Quy Nhon
- cathédrale de l'Immaculée-Conception à Thanh Hóa
- cathédrale de Notre-Dame-de-l'Assomption à Vinh
- cathédrale Sainte-Anne à Vinh Long